# 아와시
아와시(일본어: 阿波市)는 일본 도쿠시마현 동북부의 요시노강 북쪽에 있는 시이다. 인구는 고마쓰시마시에 이어 도쿠시마현 내에서 6번째이다.

## 인접하는 자치체
- 북쪽: 가가와현 사누키시, 히가시카가와시
- 서쪽: 미마시
- 동쪽: 이타노군 가미이타정
- 남쪽: 요시노가와시

## 역사
- 2005년 4월 1일 - 이타노군 요시노정·도나리정, 아와군 이치바정·아와정이 합병(신설 합병)해 아와시가 되었다.

## 교통

### 도로
- 도쿠시마 자동차도
- 국도 제318호선

## 인구
| 연도 | 인구   | ±%     |
| ---- | ------ | ------ |
| 1960 | 49,968 | —      |
| 1970 | 42,491 | −15.0% |
| 1980 | 43,823 | +3.1%  |
| 1990 | 43,304 | −1.2%  |
| 2000 | 42,388 | −2.1%  |
| 2010 | 39,255 | −7.4%  |